# Nachkriegsboom

Reales Bruttoinlandsprodukt pro Kopf in verschiedenen Industrieländern 1920 bis 1976

Der Nachkriegsboom (in der englischsprachigen Literatur auch Golden Age of Capitalism) war eine Periode ungewöhnlich starken Wirtschaftswachstums und hoher Einkommenszuwächse nach Ende des Zweiten Weltkriegs bis zur ersten Ölkrise des Jahres 1973 (Nachkriegszeit). Das Einkommensniveau der westeuropäischen Länder glich sich unterschiedlich schnell dem der USA an. Der Nachkriegsboom wurde in Westdeutschland und Österreich als Wirtschaftswunder, in Frankreich als Trente Glorieuses („dreißig glorreiche Jahre“), in Spanien als Milagro español („spanisches Wunder“), in Italien als Miracolo economico italiano („Italienisches Wirtschaftswunder“) empfunden. Ein außergewöhnlich starkes Wirtschaftswachstum erlebte auch Japan, das zur zweitstärksten Volkswirtschaft der Welt aufstieg. Die Ursachen für das Goldene Zeitalter sind Gegenstand einer andauernden wissenschaftlichen Debatte.

## Globaler Nachkriegsboom
Ökonomen wie Paul A. Samuelson hatten für die Nachkriegszeit vor einer Rückkehr der depressiven Tendenzen gewarnt. Auch die Politiker hatten die Zeit zwischen den Weltkriegen noch gut in Erinnerung und waren fest entschlossen zu verhindern, dass sich die Geschichte wiederholt. Im scharfen Gegensatz zu der Zeit nach dem Ersten Weltkrieg war aber die Zeit nach dem Zweiten Weltkrieg von einem langanhaltenden Boom mit rasantem Wirtschaftswachstum geprägt.
| Periode   | Jährliches Wachstum des Bruttoinlandsprodukt je Einwohner in Westeuropa |
| --------- | ----------------------------------------------------------------------- |
| 1890–1913 | 1,4 %                                                                   |
| 1913–1950 | 0,9 %                                                                   |
| 1950–1973 | 4,0 %                                                                   |
| 1973–1994 | 1,7 %                                                                   |

### Nachwirkungen des Zweiten Weltkriegs

#### Vereinigte Staaten
Üblicherweise geht ein Kriegsende mit einer schweren Wirtschaftskrise einher. Dies war zumindest in den USA nicht so, das Kriegsende 1945 brachte zwar eine drastische Senkung der Rüstungsausgaben, diese Nachfragelücke wurde aber durch die hohe Nachfrage nach Konsumgütern kompensiert. Im Zweiten Weltkrieg war die amerikanische (und europäische) Industrie ausgeweitet und modernisiert worden. Die hocheffiziente Kriegsindustrie wurde teilweise auf Konsumgüterproduktion umgestellt, so dass zunehmend billigere und dennoch hochwertige Konsumgüter auf den Markt kamen.

#### Kontinentaleuropa
Einige Länder waren aufgrund von Kriegsschäden und/oder Besatzung stark geschädigt. Hier ergab sich in der Anfangszeit des Nachkriegsbooms ein besonders starker Aufholeffekt.
| Land        | Jahr, in dem das Vorkriegsniveau wieder erreicht wurde | Durchschnittliches jährliches Wachstum des BIP zwischen 1945 und dem Jahr, in dem das Vorkriegsniveau wieder erreicht wurde |
| ----------- | ------------------------------------------------------ | --- |
| Norwegen    | 1946                                                   | 9,7 % |
| Dänemark    | 1946                                                   | 13,5 % |
| Niederlande | 1947                                                   | 39,8 % |
| Belgien     | 1948                                                   | 6,0 % |
| Frankreich  | 1949                                                   | 19,0 % |
| Italien     | 1950                                                   | 11,2 % |
| Deutschland | 1951                                                   | 13,5 % |
| Österreich  | 1951                                                   | 15,2 % |

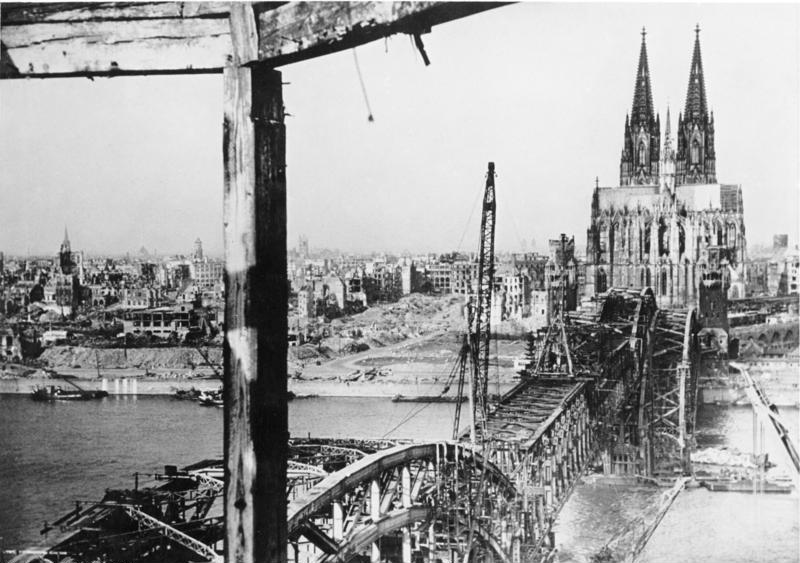
Wiederaufbau der Dom-Brücke im kriegszerstörten Köln.

Für die erste Aufschwungphase war entscheidend, dass trotz der Kriegsfolgen Industriesubstanz und qualifizierte Arbeitskräfte noch in ausreichendem Maße vorhanden waren. Direkt nach dem Krieg war die Industrieproduktion in Frankreich, Belgien und den Niederlanden auf 30–40 % des Vorkriegsniveaus gefallen, in Deutschland und Italien auf 20 %. Diese geringe Industrieproduktion war aber nur zu einem geringen Teil auf die Kriegszerstörung von Industrieanlagen zurückzuführen, zum viel größeren Teil auf den Mangel an Rohstoffen, die weitgehende Zerstörung der Verkehrsinfrastruktur und die Zerstörung von Transportmitteln. Auch die Industriesubstanz Deutschlands war durch den Zweiten Weltkrieg und die Reparationen nicht so stark geschädigt. Nach Recherche von Werner Abelshauser war das Bruttoanlagevermögen bis 1948 auf den Stand von 1936 gefallen, wobei es sich aber überwiegend um relativ junge, weniger als 10 Jahre alte Anlagen handelte. Die Industrieproduktion erreichte 1948 hingegen nur weniger als die Hälfte des Wertes von 1936. Im Jahr 1947 wurden in der amerikanischen und britischen Besatzungszone Maßnahmen ergriffen, um die kriegszerstörte Verkehrsinfrastruktur wiederherzustellen, daraufhin begann der dynamische Wirtschaftsaufschwung. Von Januar 1947 bis Juli 1948 stieg die Industrieproduktion gemessen an dem Niveau von 1936 von 34 % auf 57 %, von der Währungsreform bis zur Gründung der Bundesrepublik stieg die Industrieproduktion auf 86 %.
Zum europäischen Aufschwung beigetragen hat auch der Marshallplan, den US-Präsident Harry S. Truman und Außenminister George C. Marshall initiierten. Von 1948 bis 1951 wurde vielen westeuropäischen Ländern insgesamt 13 Milliarden $ an Wirtschaftshilfen gewährt. Diese Hilfen entsprachen zwar nur 2,5 % des Nationaleinkommens der Empfängerländer, die Kapitalzufuhr an sich kann also nur für einen kleinen Bruchteil des rasanten Wirtschaftswachstums Westeuropas ursächlich gewesen sein. Eine viel wichtigere Bedeutung des Marshallplans war aber psychologischer Natur. Als sichtbares Zeichen amerikanisch-westeuropäischer Kooperation half er die Angst vor politischer und finanzieller Instabilität zu überwinden und schuf so ein positives Investitionsklima.

#### Modernisierung der Produktion
Im Zweiten Weltkrieg war die deutsche und japanische Kriegswirtschaft der standardisierten Massenproduktion im amerikanischen Stil nicht gewachsen gewesen (siehe auch Kriegswirtschaft im Zweiten Weltkrieg). Der Versuch, die amerikanische Produktionseffizienz zu erreichen, ohne die in Deutschland und Japan traditionell als wichtig erachtete Flexibilität der Produktion gänzlich aufzugeben, führte aber nach und nach zur Herausbildung der flexiblen Massenfertigung. Dies brachte der deutschen und japanischen Wirtschaft in der Nachkriegszeit eine produktionstechnologische Führerschaft, da so flexibler auf die Wünsche der Konsumenten eingegangen werden konnte als mit der schwerfälligeren hochstandardisierten Massenfertigung, an der die USA, Großbritannien und die Sowjetunion auch nach dem Krieg noch längere Zeit festhielten. In gewisser Weise hatten die Kriegsverlierer so den Frieden „gewonnen“.

### Globale Wirtschaftsordnung

#### Freihandel
Während der Weltwirtschaftskrise ab 1929 hatten die meisten Staaten eine ausgeprägte Schutzzollpolitik ergriffen. Beispielhaft hierfür ist der amerikanische Smoot-Hawley Tariff Act von 1930. In den USA wurde 1934 der Reciprocal Trade Agreement Act verabschiedet, mit dem die Grundlagen für eine Zollpolitik nach dem Prinzip der Meistbegünstigung gelegt wurden. Durch den Abschluss von bilateralen Handelsverträgen wurde der amerikanische Außenhandel nach und nach wieder liberalisiert. Auch die anderen großen Industrienationen entschlossen sich zu einer Rückkehr zum Freihandel. 1947 wurde das internationale Allgemeine Zoll- und Handelsabkommen (GATT) geschlossen, mit dem die teilnehmenden Nationen den schrittweisen Abbau der Zölle und anderer Handelshemmnisse vereinbarten.

#### Bretton-Woods-System

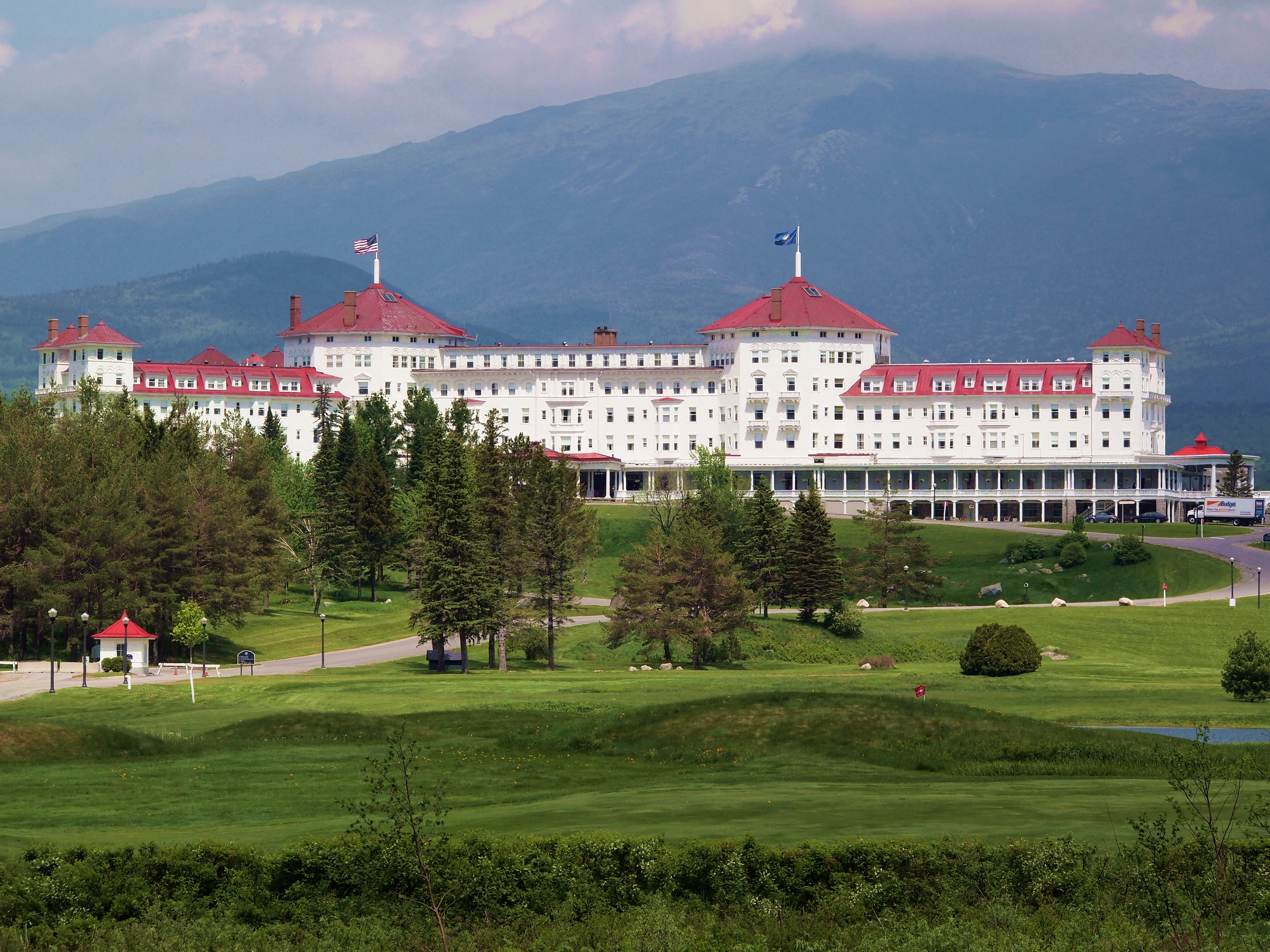
Das Bretton-Woods-System wurde im Mount Washington Hotel in Bretton Woods (New Hampshire) ausgehandelt.

Mit dem Bretton-Woods-System wurde 1944 eine internationale Währungsordnung geschaffen, bei der die Wechselkurse der Währungen an den Wert des US-Dollar gebunden waren. Dadurch wurde der Welthandel von Wechselkursrisiken befreit. Das Bretton-Woods-System erlaubte den teilnehmenden Staaten ausdrücklich, die Kapitalimporte und Kapitalexporte durch Kapitalverkehrskontrollen zu regulieren.
Das Bretton-Woods-System wurde Anfang der 1970er Jahre aufgegeben. Es scheiterte an dem Triffin-Dilemma und an der zunehmenden Unwilligkeit einiger Teilnehmerstaaten, ihre nationale Geldpolitik an den festen Wechselkurs anzupassen. Carmen Reinhart und Kenneth Rogoff kommen zu dem Ergebnis, dass es vor allem die Kapitalverkehrskontrollen waren, die dafür sorgten, dass in den 1950er und 1960er Jahren nur wenige Bankenkrisen vorkamen.

#### Relative Niedrigzinspolitik
In der Zinspolitik wurde ein Golden-Age-Keynesianismus verfolgt, d. h., es wurde versucht, durch niedrige Zinsen das Wirtschaftswachstum zu stimulieren, so dass sowohl Löhne als auch Unternehmensprofite stiegen.
Durch die Kriegsausgaben im Zweiten Weltkrieg waren die Staatsschulden stark angestiegen. Die zwischen 1945 und 1980 beobachtbare Finanzrepression, das hohe Wirtschaftswachstum und die im Durchschnitt relativ niedrigen Haushaltsdefizite sorgten für eine rasche Reduktion der Schuldenquote (Staatsschulden im Verhältnis zum nominalen Bruttoinlandsprodukt).

### Allgemeiner sozial- und wirtschaftspolitischer Konsens

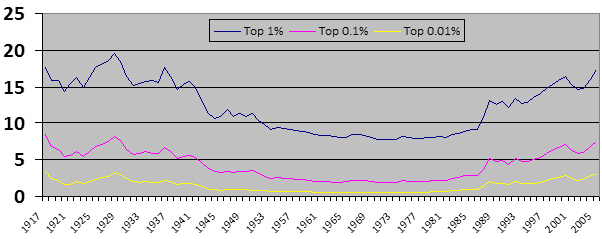
Anteil am Einkommen vor Steuern des Obersten 1 %, des Obersten 0,1 % und des Obersten 0,01 % zwischen 1917 und 2005.

Als Reaktion auf die Weltwirtschaftskrise ab 1929 waren weltweit folgende Anpassungen zu beobachten:
- Gewerkschaften wurden einflussreicher. In den Vereinigten Staaten verdoppelte sich die Zahl der Gewerkschaftsmitglieder.
- In den Vereinigten Staaten wurde mit dem New Deal ein Sozialstaat begründet. In den meisten europäischen Ländern bestand bereits ein Sozialstaat, dieser wurde als Reaktion auf die Krise ausgebaut.
- In den meisten Staaten wurde die Regulierung der Wirtschaft verstärkt, insbesondere durch Schaffung einer Finanzmarktaufsicht und Bankenregulierung.

Diese Entwicklungen blieben auch in der Zeit des Nachkriegsbooms bestimmend.
Nach der Weltwirtschaftskrise sorgten starke Gewerkschaften und spätestens seit dem Zweiten Weltkrieg auch hohe progressive Steuern für eine Verringerung der Einkommensungleichheit (Große Kompression). Auch diese Entwicklung hielt in der Zeit des Nachkriegsbooms an.

### Fortschritte in Technologie und Produktion
In der Zeit des Nachkriegsbooms fand eine explosionsartige Vermehrung des theoretischen und praktischen Wissens statt. So wurde bspw. 1946 der erste digitale Computer installiert, eine Technologie, die in der Folgezeit immer weiter verbessert wurde. Aufgrund medizinischer Fortschritte in den 1950er Jahren wurden Operationen weniger riskant als früher und konnten häufiger eine Heilung herbeiführen. Dadurch stieg die Nachfrage nach Krankenhausleistungen drastisch.
Die Arbeitsproduktivität stieg in der Industrieproduktion vor allem durch Automatisierung stark an.

## Einzelne Länder
In folgender Tabelle sind die europäischen Länder aufgeführt, die von 1950 bis 1973 das höchste Wirtschaftswachstum (Bruttoinlandsprodukt pro Kopf, kaufkraftbereinigt in internationalen Dollar von 1990) aufwiesen.
| Land         | Durchschnittliches jährliches Wirtschaftswachstum 1950–1973 |
| ------------ | ----------------------------------------------------------- |
| Griechenland | 6,2 %                                                       |
| Spanien      | 5,8 %                                                       |
| Portugal     | 5,6 %                                                       |
| Deutschland  | 5,0 %                                                       |
| Österreich   | 4,9 %                                                       |
| Italien      | 4,9 %                                                       |
| Finnland     | 4,2 %                                                       |
| Frankreich   | 4,0 %                                                       |
| Belgien      | 3,5 %                                                       |
| Niederlande  | 3,4 %                                                       |

### Deutsches Wirtschaftswunder

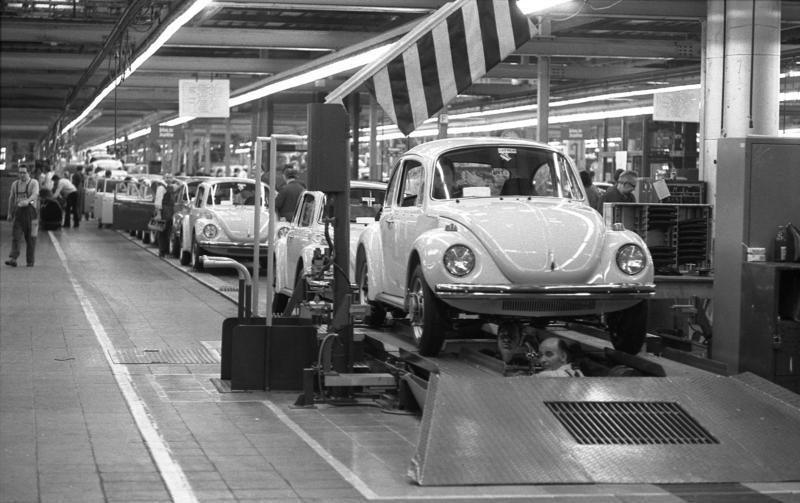
Produktion des VW Käfer im Werk Wolfsburg

In der Bundesrepublik Deutschland der Nachkriegszeit wurde eine als Soziale Marktwirtschaft bezeichnete Wirtschaftsordnung vor allem von Ludwig Erhard und Alfred Müller-Armack implementiert. Das Konzept basierte auf Vorstellungen, die mit durchaus unterschiedlicher Akzentuierung schon in den 1930er und 1940er Jahren von Ordoliberalen entwickelt wurden. Die Konzeption der Sozialen Marktwirtschaft ging von ordoliberalen Vorstellungen aus, zeichnet sich aber durch einen größeren Pragmatismus aus, etwa in der Konjunktur- und Sozialpolitik.
Laut dem United States Strategic Bombing Survey war die deutsche Wirtschaftsproduktion bis Ende 1944 kaum durch die Luftangriffe beeinträchtigt worden, 1945 etwas stärker, aber weniger aufgrund kritischer Schäden an Produktionsanlagen, sondern aufgrund der Schäden an der Transportinfrastruktur und der Stromleitungen. Nachdem in der amerikanischen und britischen Besatzungszone im Jahr 1947 damit begonnen wurde die kriegszerstörte Verkehrsinfrastruktur wiederherzustellen, stieg ab Herbst 1947 die Produktion stark an, die Versorgungslage der Bevölkerung besserte sich jedoch noch nicht, da in Erwartung einer Währungsreform in großem Umfang auf Lager produziert wurde. Nach der Währungsreform von 1948 waren die Läden dann prall gefüllt. In der Folgezeit kam es zu der sogenannten Durchbruchskrise, die Lebenshaltungskosten stiegen schneller als die Stundenlöhne und die Arbeitslosigkeit stieg von 3,2 % bis Anfang 1950 auf 12,2 %. Die Situation auf dem Arbeitsmarkt entspannte sich im Zuge des weltweiten Wirtschaftsbooms infolge des Koreakrieges schnell wieder, 1962 wurde sogar Vollbeschäftigung erreicht. Die 1950er und 1960er Jahre waren geprägt von hohen Wirtschaftswachstumsraten und hohen Einkommenszuwächsen. Der Exportboom hing auch mit der Unterbewertung der DM im Rahmen des Systems von Bretton-Woods zusammen. Aufgrund der Unterbewertung waren Importe relativ teurer und Exporte relativ billiger, das förderte die deutsche Exportwirtschaft. Vor dem Wirtschaftswunder war Deutschland geprägt von, im Vergleich zu den USA, relativ geringer Produktivität, langen Arbeitszeiten und Einkommen, die der Masse der Menschen nur ein einfaches Leben, z. T. in existentieller Armut erlaubte. Infolge des Wirtschaftswunders erreichte Deutschland eine im internationalen Vergleich hohe Produktivität, im Durchschnitt relativ hohe Einkommen und relativ kurze Arbeitszeiten.
In den 1970er Jahren sanken die Wachstumsraten in Deutschland wie auch in anderen europäischen Staaten. Mit dem Ende des Systems von Bretton-Woods Anfang der 1970er Jahre wertete die DM stark auf, was zu einer Verbilligung von Importen führte. Manche Branchen verloren ihre internationale Wettbewerbsfähigkeit, dies beschleunigte den Strukturwandel.

### Österreichisches Wirtschaftswunder
1945 wurde der Österreichische Schilling wieder eingeführt. Ab 1947 erhielt Österreich Marshall-Plan-Hilfen. Finanzminister Reinhard Kamitz und Bundeskanzler Julius Raab verfolgten eine Politik der Sozialen Marktwirtschaft („Raab-Kamitz-Kurs“), ähnlich wie in Deutschland.

### Trente Glorieuses in Frankreich
Zwischen 1945 und 1973 erlebte Frankreich ein außergewöhnlich starkes Wirtschaftswachstum. Zurückgehend auf Jean Fourastié wird diese Periode als Trente Glorieuses („dreißig glorreichen Jahre)“ bezeichnet. In Frankreich wurde eine gelenkte Marktwirtschaft unter der Bezeichnung dirigisme bzw. Planification betrieben. Charles de Gaulle schuf eine Planungskommission, in der Wirtschaftsführer und Staatsdiener den Wiederaufbau von Schlüsselindustrien planten. De Gaulle bestärkte die Unternehmen auch darin, sich zu größeren Einheiten zusammenzuschließen, damit Unternehmen entstanden die groß genug waren, um im internationalen Wettbewerb Marktanteile gewinnen zu können. Die Politik zeigte Wirkung, es entstanden „National Champions“ wie Renault und PSA Peugeot Citroën. Während 1950 keine der 100 weltweit profitabelsten Firmen französisch waren, gab es 1973 bereits 16 (zum Vergleich: Deutschland stellte damals 5 der 100 weltweit profitabelsten Firmen). Der Rahmenplan zum Wiederaufbau Frankreichs sah vor, dass sechs Schlüsselbranchen mit Krediten, Devisen und Rohstoffen bevorzugt versorgt wurden. Die Wirtschaftskoordination ähnelte den Administrativen Leitlinien der japanischen Wirtschaftspolitik. Erst ab 1958, nach einer starken Abwertung des Franc und der Einführung von Lohnkontrollen begann eine stärkere Freihandelsorientierung Frankreichs.

### Milagro español
Spanien hatte in den 1940er und 1950er Jahren eine Politik der Importsubstituierenden Industrialisierung betrieben. Bis 1959 unterlagen 90 % der Importe mengenmäßigen Begrenzungen. Nach 1959 wurde der spanische Außenhandel liberalisiert (siehe: Plan de Estabilización). Bis 1966 unterlagen nur noch 30 % der Importe mengenmäßigen Beschränkungen. Der Index der Industrieproduktion stieg von 100 im Jahr 1929 auf 133 im Jahr 1949, 320 im Jahr 1959 und 988 im Jahr 1970.

### Miracolo economico italiano
Während des goldenen Zeitalters zwischen 1950 und 1973 wuchs das italienische Bruttosozialprodukt fast genauso schnell wie das westdeutsche. Die italienische Verfassung von 1947 sah eine freie Marktwirtschaft vor, die Staatsinterventionismus insbesondere zur Sozialstaatlichkeit und zur sozialen Gerechtigkeit vorsah. Mit Teilnahme am Marshallplan hatte sich Italien zu einer schrittweisen Liberalisierung des Außenhandels verpflichtet. Mit Gründung der Europäischen Wirtschaftsgemeinschaft verpflichtete sich Italien zur vollständigen Liberalisierung des Außenhandels, die bis 1968 vollendet wurde. Die Wirtschaftspolitik Italiens wurde fast das gesamte Goldene Zeitalter hindurch von dem Direktor des Istituto per la Ricostruzione Industriale Pasquale Saraceno beeinflusst, der die wirtschaftliche Erholung und die Verwendung der Marshallplanhilfen plante und koordinierte. Daneben wurde ein Institut zur Planung der Industrialisierung des strukturschwachen Süditaliens gegründet. Die Wirtschaftspolitik bestand vor allem in der Förderung von Schlüsselindustrien, der Gründung von Staatsunternehmen und staatlichen Banken und der Exportsubventionierung. Alleine das Istituto per la Ricostruzione Industriale und die damals staatliche Eni S.p.A. trugen 1951 16 % aller Industrieinvestitionen, bis 1962 stieg der Anteil an den Industrieinvestitionen auf 27 %.
Ab 1963 begann sich das Wirtschaftswachstum in ganz Westeuropa zu verlangsamen. Die italienische Regierung versuchte vergeblich durch eine intensivierte Wirtschaftsplanung gegenzuwirken. Kritisch ist anzumerken, dass gerade in den 1960er Jahren in etlichen Fällen die Staatsrettung von Unternehmen keiner wirtschaftspolitischen Logik, sondern einer rein politischen Logik folgte und somit vorhersehbare Fehlinvestitionen darstellten.

## Volkswirtschaftliche Deutungen

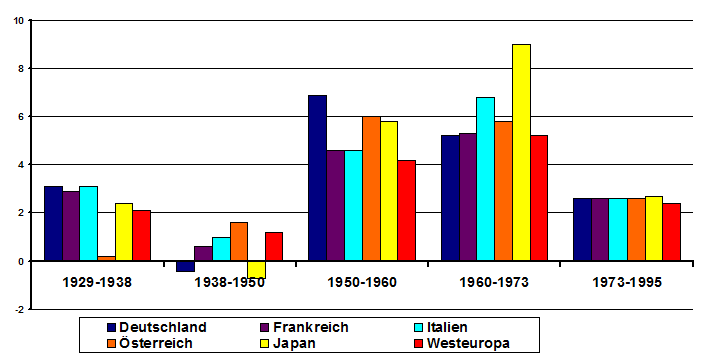
Durchschnittliches Produktivitätswachstum Deutschlands, Frankreichs, Italiens, Österreichs, Japans und Westeuropas während des Goldenen Zeitalters im Vergleich zu den Perioden davor und danach.

In Deutschland wurde der Nachkriegsboom lange Zeit als spezifisch deutsche Entwicklung angesehen und daher die Gründe für den Boom nur in der deutschen Wirtschaftspolitik gesucht. In den 1970er Jahren wurde dann ein Zusammenhang zu den Kriegsschäden hergestellt (Rekonstruktionsthese). Ende der 1970er Jahre entdeckten Wirtschaftshistoriker, dass ein herausragender Nachkriegsboom in ganz Westeuropa und Japan stattgefunden hatte. Es wurde die These aufgestellt, dass die Volkswirtschaften, die nach 1945 die relativ geringste Produktivität aufzuweisen hatten bis in die 1970er Jahre die höchsten Produktivitätszuwächse und das höchste Wirtschaftswachstum hervorbrachten (Aufholthese). Die Deutung des Nachkriegsbooms ist unter Wirtschaftshistorikern und Volkswirten auch heute noch nicht ganz einheitlich. Es hat sich aber weitgehend die Ansicht durchgesetzt, dass bis Ende der 1950er Jahre der Rekonstruktionseffekt und bis Anfang der 1970er Jahre der Aufholeffekt eine wesentliche Rolle gespielt haben.
Das Ende des Nachkriegsbooms wird auf Basis der Rekonstruktionsthese und der Aufholthese damit erklärt, dass sowohl der kriegsbedingte Rekonstruktionsprozess als auch der Aufholprozess gegenüber den USA eine Sonderentwicklung darstellte, die sich mit der Zielerreichung erschöpfen musste. Diese Sichtweise hat sich heute weitgehend durchgesetzt. Zumeist eher ergänzend werden darüber hinausgehende Thesen vertreten. Aus angebotstheoretischer Sicht wird auf die seit Ende der 1960er Jahre verschlechterte Kapitalrendite verwiesen. Als Rezept gegen die Abschwächung des Wachstums wurde Angebotspolitik empfohlen. Aus keynesianischer Sicht wird vor allem auf die Verfestigung von Inflationserwartungen verwiesen, die eine restriktive Geldpolitik mit entsprechend konjunkturdämpfender Wirkung verursachte. Die seit den 1980er Jahren praktizierte monetaristische Geldpolitik wird als in der Tendenz zu restriktiv im Sinne von wachstumsschädlich angesehen.

### Keynesianische Erklärung
Nach keynesianischer Analyse haben die Probleme der Zwischenkriegszeit das Wirtschaftswachstum Westeuropas mehr noch als das Wirtschaftswachstum der USA behindert. Anders als in den USA wurde in Europa überwiegend eine restriktive Geldpolitik verfolgt, welche sich in der Nachkriegsrezession 1920–1921, der Stabilisierungskrisen nach der kriegsbedingten Hyperinflation und der Deflationspolitik Großbritanniens mit Rückkehr zum Goldstandard sowie des Deutschen Reiches 1932 sehr nachteilig ausgewirkt habe. Zusammen mit dem Zusammenbruch des internationalen Finanzsystems wird dies auch für die Weltwirtschaftskrise verantwortlich gemacht.
Demgegenüber sei die „keynesianische Epoche“ des Nachkriegsbooms durch eine expansive Wirtschaftspolitik zur Kontrolle des Konjunkturzyklus, zur Vermeidung von Massenarbeitslosigkeit und zur Erreichung größtmöglicher Kapazitätsauslastung geprägt gewesen. Das System von Bretton-Woods habe zur Liberalisierung des Außenhandels und zur Stabilisierung des internationalen Finanzsystems beigetragen.
Dass Deutschland schon in den 1950er Jahren ein starkes Wirtschaftswachstum erlebte, obwohl es erst in den 1960er Jahren zu einer keynesianischen Wirtschaftspolitik überging spricht nach dieser Ansicht nicht gegen die These, da das deutsche Wachstum schon in den 1950er Jahren nicht allein angebotsseitig bestimmt gewesen sei. Zum einen sei die exportgetriebene Wachstumsstrategie der 1950er Jahre von der Freihandelspolitik und dem allgemeinen westeuropäischen Nachkriegsboom abhängig gewesen. Zum anderen war auch die Deutsche Bundesbank aufgrund des Bretton-Woods-Systems zu einer expansiven Geldpolitik gezwungen worden. Laut Ludger Lindlar ist die keynesianische Erklärung auf längere Sicht in sich schlüssig, kann in der puren Form, also bei Leugnung des Rekonstruktions- und Aufholeffekts aber nicht die recht unterschiedlichen Wachstumsraten z. B. zwischen den USA und Großbritannien einerseits und Deutschland oder Frankreich andererseits erklären.

### Angebotstheoretischer Ansatz
Die angebotstheoretische Sichtweise ist als Alternativerklärung zur keynesianischen Sichtweise entwickelt worden. Nach Charles P. Kindleberger und anderen sei es nicht entscheidend gewesen, ob Angebots- oder Nachfragekräfte das Wachstum angestoßen hätten, sondern nur dass die Angebotsseite das Wachstum nicht beschränkte. Entscheidend sei vor allem das „flexible Arbeitsangebot“ aufgrund der schrumpfenden Beschäftigungszahl im landwirtschaftlichen Sektor, hohen Einwanderungsraten und einem hohen Bevölkerungswachstum gewesen. Dies habe Löhne gering gehalten und somit einen von hohen Gewinnen getriebenen Investitionsboom ermöglicht. Barry Eichengreen stellt eher auf institutionelle Lohnzurückhaltung durch soziale Bündnisse von Arbeitgebern und Gewerkschaften bzw. staatliche Lohn- und Preiskontrollen ab.
Nach Ludger Lindlar ist der angebotstheoretische Ansatz in sich schlüssig, kann aber nicht das außergewöhnlich starke Produktivitätswachstum erklären. Gleichwohl wird der angebotstheoretische Ansatz von einigen Ökonomen kritisiert. Wenn zu hohe Löhne der Grund für das Ende des Nachkriegsbooms gewesen wären, hätten sinkende Löhne zu einer Rückkehr des Booms führen müssen. Tatsächlich sind die Reallohnsteigerungen seit 1982 in den meisten westeuropäischen Ländern deutlich hinter dem Produktivitätswachstum zurückgeblieben, so dass in vielen Ländern die Lohnquote wieder auf oder unter das Niveau von 1970 gefallen ist. Einige Ökonomen schließen daraus, dass die bestehende Massenarbeitslosigkeit nicht (mehr) auf zu hohe Löhne zurückgeführt werden könne.

### Nachfragetheoretischer Ansatz
In Ablehnung des angebotstheoretischen Ansatzes ist der nachfragetheoretische Ansatz entstanden. Dem Sayschen Theorem folgend gehen Angebotstheoretiker davon aus, dass die im Wettbewerb unterlegenen Unternehmen sich anderweitig profitable Investitionsmöglichkeiten suchen und finden. Nachfragetheoretiker gehen davon aus, dass dies nicht immer der Fall ist. Wenn die unterlegenen Unternehmen den Markt nicht aufgeben, werden sie im Preiswettbewerb auch eine sinkende Profitrate in Kauf nehmen. Dies wiederum führt branchenweit zu sinkenden Investitionen, sinkender Nachfrage und sinkender Beschäftigung. Demnach hatten die aufholenden Ökonomien, insbesondere Deutschland und Japan in den 1950er und 60er Jahren größere Exportüberschüsse zu Lasten der fortgeschrittenen Ökonomien USA und Großbritannien realisiert. Dies wurde solange toleriert, wie die Vorteile des wachsenden Außenhandels auch in den USA und Großbritannien die Nachteile überwogen. In den 1960er Jahren stieg der Welthandel dann so stark an, dass die Außenhandelsdefizite bzw. -Überschüsse das Ende des Systems von Bretton-Woods herbeiführten. In der Folge wertete der Dollar gegenüber anderen Währungen stark ab; dies steigerte die internationale Wettbewerbsfähigkeit der USA zulasten der anderen Länder, insbesondere Deutschlands und Japans. Zusätzlich unternahm die US-Wirtschaft Maßnahmen zur Kostenreduktion. Die japanische und deutsche Wirtschaft reagierte ihrerseits mit Kostenreduktionen und Lohnzurückhaltung. Verschärft wurde die Situation noch durch den Aufstieg ostasiatischer Ökonomien, die ihrerseits Weltmarktanteile ausbauten. Diesem Ansatz zufolge besteht eine zunehmende Überproduktionskrise bzw. Säkulare Stagnation, die nach dem Nachkriegsboom zu einem langen Abschwung („long downturn“) führte.

### Spezifisch deutsche Entwicklung
Herbert Giersch, Karl-Heinz Paqué und Holger Schmieding erklären den deutschen Nachkriegsboom mit der ordoliberalen Ordnungspolitik. Der Aufschwung sei eingeleitet worden durch eine marktwirtschaftliche Schocktherapie im Rahmen der Währungsreform. Eine zurückhaltende Geld- und Fiskalpolitik habe zu anhaltenden Leistungsbilanzüberschüssen geführt. Das Wachstum der 1950er Jahre sei von spontanen Marktkräften einer deregulierten Wirtschaft sowie reichhaltigen Unternehmensgewinnen getragen worden. Zunehmende Regulierung, höhere Steuern und steigende Kosten hätten dann ab den 1960er Jahren das Wachstum verlangsamt.
Gegen diese Sichtweise wird beispielsweise von Werner Abelshauser oder Mark Spoerer eingewandt, dass eine westdeutsche Sonderentwicklung postuliert werde, die aber nicht der Faktenlage entspreche. Es gab nicht nur ein deutsches Wirtschaftswunder, sondern auch z. B. ein französisches. Das französische Wirtschaftswachstum verlief in den 1950er bis 70er Jahren nahezu parallel zum deutschen, obwohl die Soziale Marktwirtschaft in Deutschland und die stärker interventionistische Planification in Frankreich die stärksten wirtschaftspolitischen Gegensätze in Westeuropa darstellten. Dies spreche für eine geringe praktische Bedeutung der verschiedenen wirtschaftspolitischen Konzepte, solange die Eigentumsrechte und ein Mindestmaß an Wettbewerb garantiert blieben.

### Rekonstruktionsthese
Die Rekonstruktionsthese wurde in Ablehnung einer spezifisch deutschen Interpretation entwickelt. Nach dem in den 1970er Jahren insbesondere von Franz Jánossy, Werner Abelshauser und Knut Borchardt ausgearbeiteten Erklärungsansatz blieb das Produktivitätswachstum aufgrund der Auswirkungen des Ersten und Zweiten Weltkriegs und der dazwischenliegenden Weltwirtschaftskrise weit unter dem Potential der deutschen bzw. europäischen Volkswirtschaften. Abelshauser konnte im Anschluss an zeitgenössische Arbeiten nachweisen, dass das Ausmaß der Kriegszerstörung der deutschen Industrie in der Literatur stark überschätzt worden war. Während es den Alliierten gelungen war, ganze Städte zu zerstören, war die gezielte Ausschaltung industrieller Anlagen kaum gelungen. Es verblieben daher trotz aller Zerstörung ein bedeutender intakt gebliebener Kapitalstock, hochqualifiziertes Humankapital und bewährte korporativistische Organisationsmethoden. Deshalb bestand nach Kriegsende ein besonders hohes Wachstumspotential. Aufgrund des fallenden Grenzertrag des Kapitals war der Wachstumseffekt der Investitionen zu Beginn der Rekonstruktion besonders hoch und sank dann, je mehr sich die Volkswirtschaft dem langfristigen Wachstumstrend näherte. Dem Marshall-Plan wird keine große Bedeutung für die westdeutsche Rekonstruktion zugesprochen, da die Hilfen sehr spät anliefen und gemessen an den Gesamtinvestitionen nur ein geringes Volumen hatten. Ebenso wird eine „mythische Überhöhung“ der Währungsreform abgelehnt. Der Rekonstruktionsprozess hat demnach bereits ein Jahr vor der Währungsreform mit einer starken Ausweitung der Produktion begonnen; dies war die entscheidende Voraussetzung für den Erfolg der Währungsreform.
Abelshauser sieht die Rekonstruktionsthese auch durch den wirtschaftlichen Misserfolg der Währungs-, Wirtschafts- und Sozialunion bestätigt. Auf Basis der spezifisch deutschen Interpretation des Nachkriegsbooms glaubten im Jahr 1990 Bundeskanzler Helmut Kohl sowie die meisten deutschen Politiker und die meisten westdeutschen Wirtschaftswissenschaftler, allein durch eine ordnungspolitisch induzierte Entfesselung der Marktkräfte ein zweites Wirtschaftswunder in den 5 neuen Bundesländern entfachen zu können. Die Regierung folgte im Wesentlichen einem Bulletin Ludwig Erhards von 1953, in dem dieser den wirtschaftlichen Vollzug der Wiedervereinigung geplant hatte. Die Einführung der DM zu einem überhöhten Wechselkurs führte aber lediglich zur Beseitigung der internationalen Wettbewerbsfähigkeit Ostdeutschlands; mit Auslaufen der Transferrubel-Verrechnung am 31. Dezember 1990 brach der ostdeutsche Export schlagartig zusammen. Am Ende erwies sich das Wirtschaftswunder als nicht wiederholbar.
Bei einem Vergleich der Wirtschaftswachstumsraten lässt sich feststellen, dass solche Länder, die erhebliche Kriegsschäden und ein hartes Besatzungsregime erlitten hatten, nach dem Zweiten Weltkrieg besonders hohe Wachstumsraten verzeichneten. So erlebten neben Deutschland auch Österreich, Italien, Japan, die Niederlande und Frankreich zwischen 1945 und 1960 ein stürmisches Aufholwachstum von (im Durchschnitt) jährlich 7–9 %. Weniger stark vom Krieg betroffene bzw. neutrale Länder erlebten ein Wirtschaftswachstum von „nur“ 3–4 %. Nach Ludger Lindlar bietet die Rekonstruktionsthese daher eine Erklärung für die überdurchschnittlich hohen Wachstumsraten der 1950er Jahre. Aber nur die Aufholthese kann das hohe Wachstum der 1960er Jahre erklären.

### Aufholthese (Catch-up-These)
Die 1979 von den Wirtschaftshistorikern Angus Maddison und Moses Abramovitz aufgestellte Aufholthese wird heute von zahlreichen Wirtschaftswissenschaftlern (u. a. William J. Baumol, Alexander Gerschenkron, Robert J. Barro, Gottfried Bombach und Thomas Piketty) vertreten. Die Aufholthese verweist darauf, dass die USA bis 1950 gegenüber den europäischen Volkswirtschaften einen deutlichen Produktivitätsvorsprung erarbeitet hatte. Nach dem Krieg startete die europäische Wirtschaft einen Aufholprozess und profitierten dabei vom Aufholeffekt. Die europäischen Unternehmen konnten sich dabei am Vorbild amerikanischer Unternehmen orientieren. Bildlich gesprochen erfolgte der Aufholprozess im Windschatten der führenden USA und erlaubte somit ein höheres Tempo. Nachdem das Produktivitätsniveau der amerikanischen Volkswirtschaft erreicht wurde und der Aufholprozess somit zum Abschluss gekommen war, trat die westeuropäische Wirtschaft Anfang der 1970er Jahre gleichsam aus dem Windschatten, so dass so hohe Wachstumsraten wie in den 1950er und 60er Jahre nicht mehr möglich waren.
Die Aufholthese kann die unterschiedlich hohen Wachstumsraten z. B. zwischen den USA und Großbritannien einerseits und Deutschland oder Frankreich andererseits erklären. Nach Analyse von Steven Broadberry ergab sich z. B. für Deutschland ein starkes Produktivitätswachstumspotential durch Verringerung niedrigproduktiver Sektoren wie die Landwirtschaft zugunsten hochproduktiver Sektoren wie die Industrieproduktion. Ein solches Potential ergab sich für das stärker industrialisierte Großbritannien nicht. Während 1950 in Großbritannien nur 5 % der werktätigen Bevölkerung in dem landwirtschaftlichen Sektor arbeiteten, waren es in Deutschland 24 %. Nach ökonometrischer Analyse von Ludger Lindlar bietet die Aufholthese für den Zeitraum von 1950 bis 1973 eine schlüssige und empirisch wohlgestützte Erklärung für das rasche Produktivitätswachstum in Westeuropa und Japan.